# James Ferguson (1710-1776)
Pour les articles homonymes, voir James Ferguson et Ferguson.
James Ferguson (né le 25 avril 1710 à Keith – mort le 17 novembre 1776 à Édimbourg) est un mécanicien et astronome écossais.
Il donna à Londres des leçons publiques de physique, publia des tables et des calculs astronomiques, et composa plusieurs ouvrages qui obtinrent un grand succès.
Il est membre de la Société royale de Londres. On a de lui de savants Mémoires dans les Transactions philosophiques de cette société.

## Biographie
Ferguson est issu d'une famille modeste. D'après son autobiographie, il apprend la lecture en écoutant les leçons données à son frère aîné par son père et sait lire très correctement avant que ce dernier ait songé à le lui enseigner, grâce à l'aide d'une vieille femme. À l'âge de sept ans, après que son père lui ait appris à écrire, il passe trois mois à la grammar school de Keith. 

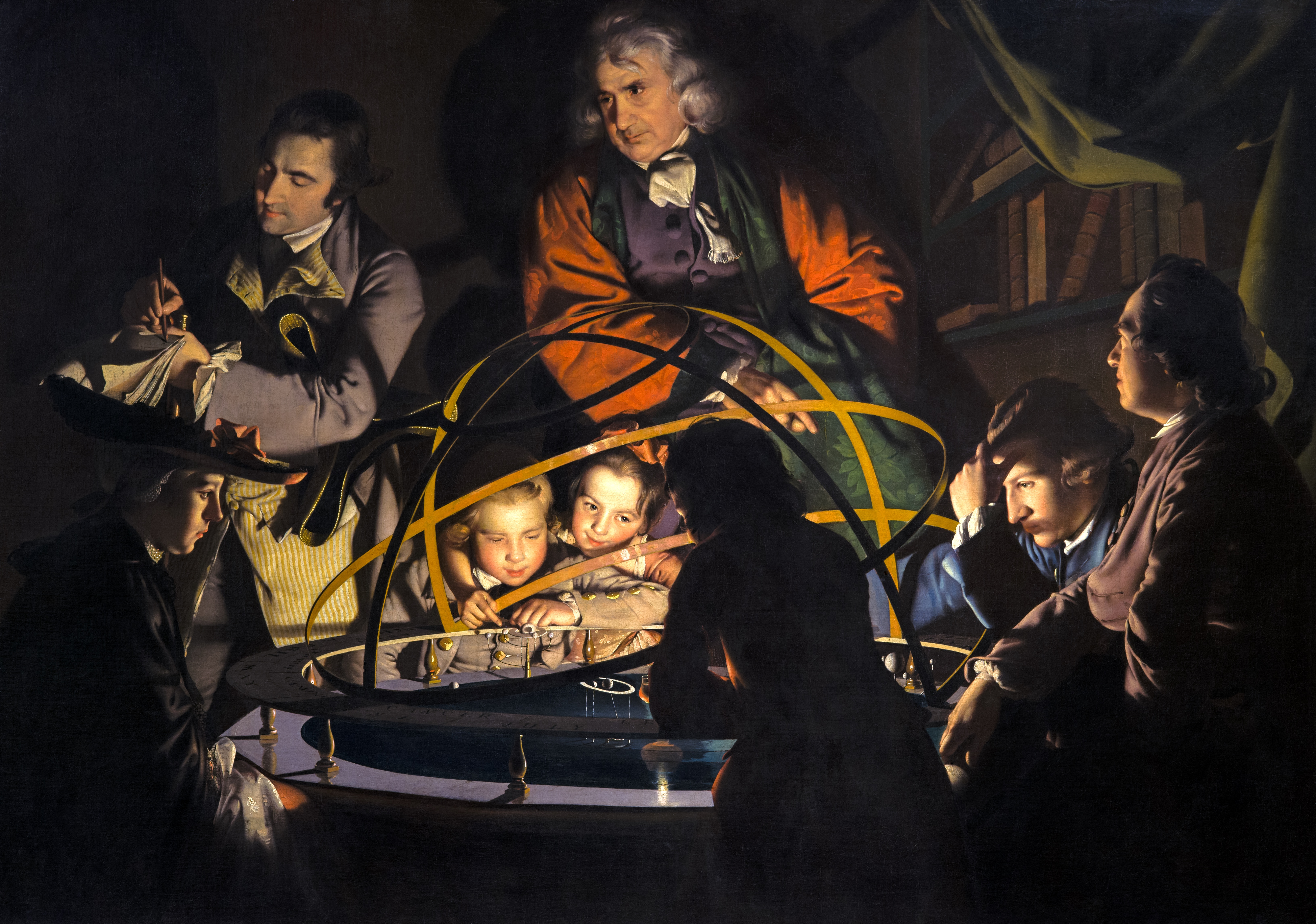
Philosophe faisant un exposé sur le planétaire, de Joseph Wright of Derby.

C'est à la même époque que son goût pour la mécanique est éveillé accidentellement par la vue de son père utilisant un levier pour soulever une partie du toit de la maison, démonstration de force qui suscite l'émerveillement de l'enfant. En 1720, il est placé dans une ferme voisine où il garde les moutons : il se distrait en construisant des maquettes de machines et, la nuit, en observant les étoiles. Par la suite, domestique d'un meunier puis d'un médecin, il rencontre des difficultés qui le laissent avec une constitution affaiblie pour le reste de ses jours. Obligé de rester chez lui pour sa santé, il occupe alors son temps en construisant une horloge dotée de rouages de bois et d'un ressort en fanon de baleine. Légèrement remis, il montre cette invention et quelques autres à un gentilhomme qui l'embauche pour nettoyer ses horloges et pour faire de sa maison son foyer. C'est là qu'il commence à dessiner des patrons à tapisserie et son succès dans cet art l'amène à songer à se faire peintre.
En 1734, il se rend à Édimbourg où il commence à peindre des miniatures, moyen par lequel, tout en poursuivant ses études scientifiques, il subvient à ses besoins et à ceux de sa famille pendant de nombreuses années. Il s'établit par la suite à Inverness, où il conçoit sa Rotula astronomique pour montrer le mouvement des planètes, la position du soleil et de la lune etc. En 1743, il se rend en Angleterre, à Londres, où il demeure pour le reste de ses jours. Il écrit divers articles pour la Société royale de Londres, dont il devient membre en novembre 1763, met au point plusieurs modèles astronomiques et mécaniques, dont un sur la trajectoire de la Lune dans le référentiel héliocentrique, et en 1748 commence à donner des conférences de « philosophie expérimentale ». Il reprend celles-ci dans la plupart des grandes villes d'Angleterre. Son profond intérêt pour son sujet, la clarté de ses explications, l'ingénieuse construction de ses schémas et des mécaniques qu'il utilise (tout comme le Philosophe faisant un exposé sur le planétaire du tableau de Joseph Wright of Derby, aujourd'hui visible au Derby Museum and Art Gallery et pour lequel il a peut-être servi de modèle) font de lui l'un des conférenciers scientifiques les plus populaires.
C'est néanmoins en tant qu'inventeur et améliorateur d'appareils astronomiques et scientifiques, et comme exemple particulièrement frappant d'autodidactisme, qu'il mérite une place parmi les hommes de science les plus remarquables de son pays. Pendant les dernières années de sa vie, il reçut une pension de cinquante livres sur les revenus personnels du souverain (privy purse). Il mourut à Londres le 17 novembre 1776 et fut enterré au cimetière de St Marylebone.

## Écrits

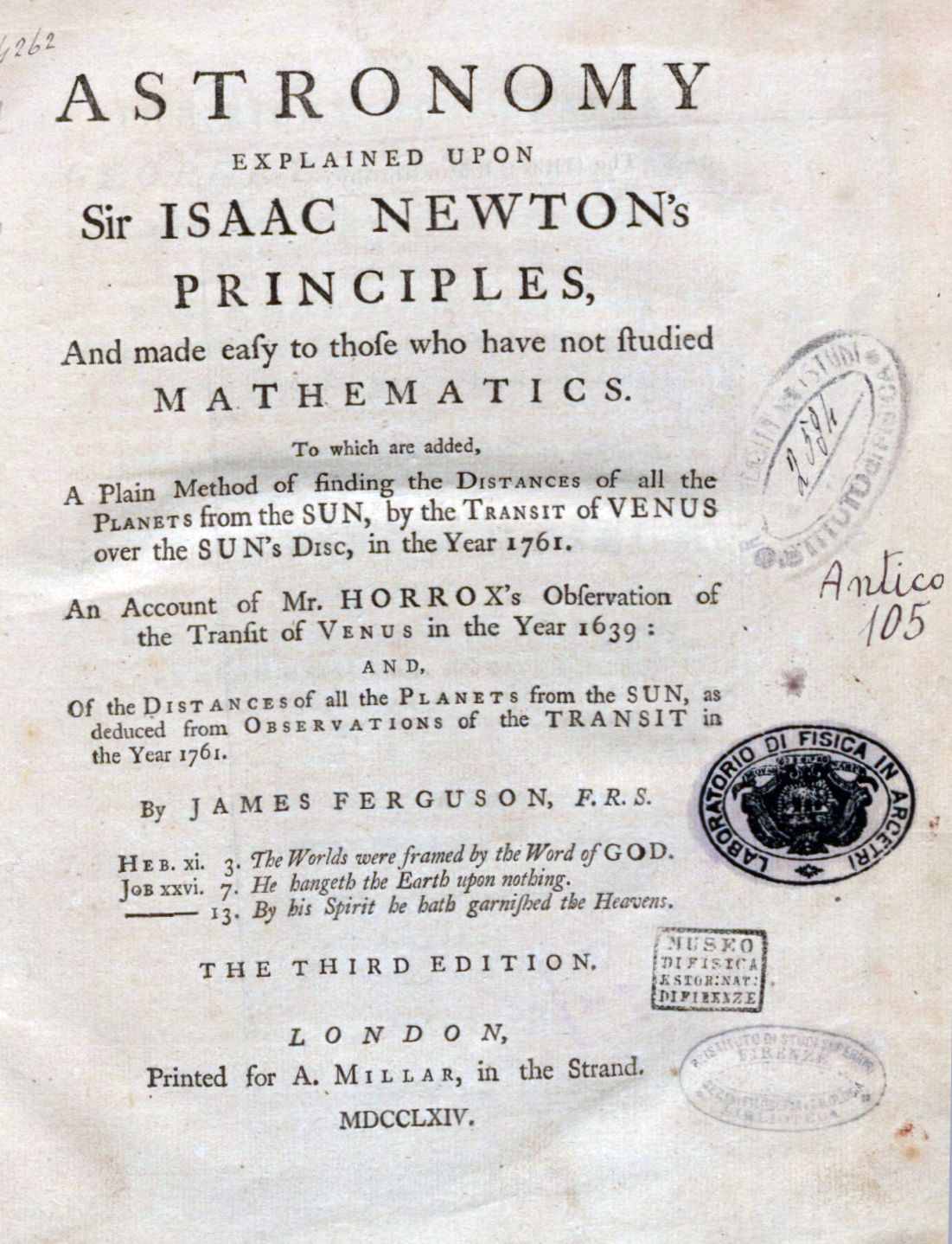
Astronomy explained upon Sir Isaac Newton’s Principles, 1764

Les principales publications de Ferguson sont :
- L'Astronomie enseignée d'après les principes de Newton (Astronomy explained upon Sir Isaac Newton's Principles, 1756, édité par David Brewster en 1811) ;
- Leçons sur divers sujets de mécanique, d'hydrostatique, d'hydraulique, de pneumatique et d'optique (Lectures on Select Subjects, 1761, édité par David Brewster en 1805) ;
- Tables astronomiques (Astronomical Tables, 1763) ;
- Exercices choisis de mécanique, avec un bref compte rendu de la vie de l'auteur, écrit par lui-même (Select Mechanical Exercises, with a Short Account of the Life of the Author, written by himself, 1773) ;
- Introduction à l'électricité ;
- Traité de perspective.

Il rédigea aussi la partie « Astronomie » de la Grammaire géographique, historique et commerciale de William Guthrie.